# Feodor Dietz

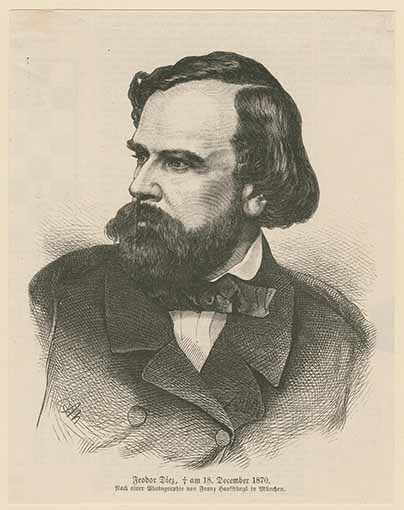
Feodor Dietz

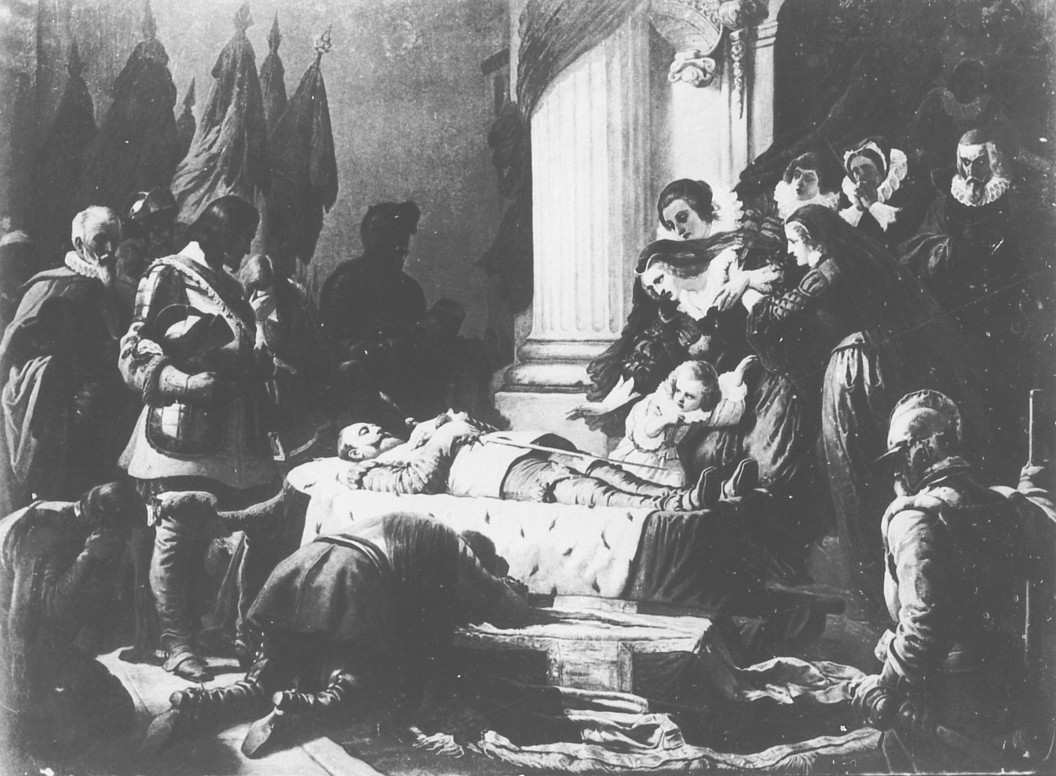
König Gustav Adolf auf dem Totenbette (1857)

Feodor Dietz (* 29. Mai 1813 in Neunstetten, Baden; † 18. Dezember 1870 in Arc-lès-Gray, Département Haute-Saône) war Schlachtenmaler.
Feodor Dietz machte bei dem Tiermaler Rudolf Kuntz seine ersten Studien und besuchte seit 1831 die Akademie in München, wo er unter Philipp von Foltz im Königsbau enkaustische Wandgemälde zu Bürgers Gedichten fertigte.
Der Tod Max Piccolominis und darauf Pappenheims Tod und Gustav Adolf bei Lützen veranlassten die Bestellung des Bildes: Markgraf Ludwigs von Baden Sieg über die Türken (Karlsruher Kunsthalle) durch den Großherzog Leopold. 1837 begab er sich, angezogen von Horace Vernets Ruf, nach Paris, kehrte jedoch bald nach München zurück, wo er die drei in der Karlsruher Kunsthalle befindlichen Bilder malte: Die badische Reiterei an der Beresina, Die badischen Leibgrenadiere, den Montmartre stürmend, und Die Pforzheimer in der Schlacht bei Wimpfen, sowie das im Stuttgarter Museum befindliche: Vor Leipzigs Toren. Voll Interesse für den Krieg, nahm er 1848 an dem schleswig-holsteinischen Feldzug teil und malte für Herzog Ernst II. (Sachsen-Coburg und Gotha) das große Bild: Der Strandkampf von Eckernförde gegen das dänische Linienschiff Christian VIII.
Seine 1853 gemalte Nächtliche Heerschau Napoleons nach Zedlitz’ Gedicht kam in Napoleons III. Besitz. Großen Beifall fand sein 1856 vollendetes Gemälde: Die Zerstörung Heidelbergs durch Mélac (Kunsthalle zu Karlsruhe), welches seine späteren Werke nicht mehr erreichten.
Zu derselben Zeit entstand auch Der Sturm auf Belgrad für das Maximilianeum zu München. Im Jahr 1862 wurde Dietz zum Professor der Historienmalerei an der Kunstschule zu Karlsruhe ernannt, vollendete aber vor seiner Abreise von München noch die Gemälde: Der Entsatz Wiens 1668 durch die Bayern, an der Fassade des Maximilianeums, und Kronprinz Ludwig in der Schlacht bei Abensberg, im bayrischen Nationalmuseum.
Nach seiner Übersiedelung nach Karlsruhe entstanden sein Übergang Blüchers über den Rhein bei Kaub und Blücher nach der Schlacht bei La Rothière auf dem Marsch nach Paris (1868, Berliner Nationalgalerie). Als Delegierter des Karlsruher Hilfsvereins ging er nach dem Ausbruch des Kriegs 1870 nach Frankreich und stürzte 18. Dezember bei Arc-lès-Gray, vom Herzschlag getroffen, tot vom Pferde.